# Zana (Burkina Faso)
Pour les articles homonymes, voir Zana (homonymie).
Zana est une localité du département du Bourzanga, dans la province de Bam, dans le Centre-Nord, au Burkina Faso. 

## Population
Lors du recensement de 2006, on y a dénombré 1 992 habitants. 